# Grand Prix de Denain 1965
La 7e édition du Grand Prix de Denain a eu lieu le 20 avril 1965. Elle a été remportée par le Belge Ludo Janssens.

## Classement final
Ludo Janssens remporte la course longue de 175 kilomètres.
| Classement final, | Classement final,   | Classement final, | Classement final,        | Classement final, |
|                   | Coureur             | Pays              | Équipe                   | Temps             |
| ----------------- | ------------------- | ----------------- | ------------------------ | ----------------- |
| 1er               | Ludo Janssens       | Belgique          | Pelforth-Sauvage-Lejeune |                   |
| 2e                | Willy Van Den Eynde | Belgique          | Wiel's-Groene Leeuw      |                   |
| 3e                | Frans Verbeeck      | Belgique          | Wiel's-Groene Leeuw      |                   |
| modifier          |                     |                   |                          |                   |